# Donje Žapsko
Donje Žapsko (izvirno srbsko Доње Жапско) je naselje v Srbiji, ki upravno spada pod Mesto Vranje; slednja pa je del Pčinjskega upravnega okraja.

## Demografija
V naselju živi 322 polnoletnih prebivalcev, pri čemer je njihova povprečna starost 40,4 let (38,6 pri moških in 42,2 pri ženskah). Naselje ima 115 gospodinjstev, pri čemer je povprečno število članov na gospodinjstvo 3,66.
To naselje je, glede na rezultate popisa iz leta 2002, večinoma srbsko, a v času zadnjih treh popisov je opazno zmanjšanje števila prebivalcev.
|  |

| Demografija | Demografija     | Demografija     |
| Leto        | Št. prebivalcev | Št. prebivalcev |
| ----------- | --------------- | --------------- |
|             |                 |                 |
|             |                 |                 |
|             |                 |                 |
|             |                 |                 |
| 1948        | 603             |                 |
| 1953        | 644             |                 |
| 1961        | 634             |                 |
| 1971        | 543             |                 |
| 1981        | 491             |                 |
| 1991        | 435             | 433             |
| 2002        | 430             | 421             |
|             |                 |                 |

| Etnična sestava po popisu iz leta 2002 | Etnična sestava po popisu iz leta 2002 | Etnična sestava po popisu iz leta 2002 | Etnična sestava po popisu iz leta 2002 | Etnična sestava po popisu iz leta 2002 |
| -------------------------------------- | -------------------------------------- | -------------------------------------- | -------------------------------------- | -------------------------------------- |
| Srbi                                   | Srbi                                   |                                        | 418                                    | 99,28%                                 |
| Rusi                                   | Rusi                                   |                                        | 2                                      | 0,47%                                  |
| Makedonci                              | Makedonci                              |                                        | 1                                      | 0,23%                                  |
| Neznano                                | Neznano                                |                                        | 0                                      | 0,0%                                   |